# The Remarkable Andrew
The Remarkable Andrew is een Amerikaanse film uit 1942 onder regie van Stuart Heisler, gebaseerd op een roman uit 1941 van Dalton Trumbo, die ook het scenario schreef. De hoofdrollen worden vertolkt door Brian Donlevy en William Holden.

## Verhaal
De jonge boekhouder Andrew Long is een enthousiaste student van de Amerikaanse geschiedenis en bewondert voormalig president Andrew Jackson. Wanneer Long onregelmatigheden ontdekt in de gemeentelijke financiële administratie en merkt dat er geld ontbreekt, proberen de schuldigen hem in diskrediet te brengen en gevangen te zetten. Zijn redder verschijnt wanneer Jackson terugkeert naar de Aarde om hem te helpen, samen met enkele van de grondleggers van de Verenigde Staten.

## Rolverdeling
- Brian Donlevy als generaal Andrew Jackson
- William Holden als Andrew Long
- Ellen Drew als Peggy Tobin
- Montagu Love als generaal George Washington
- Gilbert Emery als Thomas Jefferson
- Brandon Hurst als opperrechter John Marshall
- George Watts als Benjamin Franklin
- Rod Cameron als Jesse James
- Jimmy Conlin als soldaat Henry Bartholomew Smith
- Richard Webb als Randall Stevens
- Spencer Charters als Dr. Clarence Upjohn
- Minor Watson als officier van justitie Orville Beamish
- Clyde Fillmore als burgemeester Ollie Lancaster
- Thomas W. Ross als rechter Ormond Krebbs
- Porter Hall als hoofdgriffier Art Slocumb
- Wallis Clark als stadsontvanger R. R. McCall
- Milton Parsons als inkoopagent Sam Savage
- Helena Phillips Evans als mevrouw Grondos
- Tom Fadden als Jake Pearl
- Harlan Briggs als sheriff Clem Watkins
- Nydia Westman als juffrouw Van Buren
- Frances Gifford als juffrouw Halsey
- Martha O’Driscoll als secretaresse van de officier van justitie
- Chester Conklin als winkelier (niet genoemd)